# Ludwig Hollweck
Ludwig Hollweck (* 26. Juli 1915 in München; † 5. April 1990 ebenda) war ein deutscher Bibliothekar, der sich um die Monacensia und die Münchner Lokalhistorie verdient gemacht hat.

## Leben
Nach dem Gymnasium in München wurde Hollweck Kanzleidienstanwärter bei der Stadtbibliothek München. Im Zweiten Weltkrieg Arbeits- und Wehrdienst. 1954 wurde er durch den Gründer Hans Ludwig Held zum Leiter der Monacensia-Sammlung berufen. Sein großes Wissen zum Geschichte Münchens mündete seit den 1960er Jahren in zahlreichen Publikationen über seine Heimatstadt.
Sein Nachlass befindet sich, noch unbearbeitet, in der Monacensia.

## Schriften
- Begegnung mit München, ISBN 3-7917-0919-4
- Der Englische Garten, ISBN 3-475-52606-9
- Er war ein König. Ludwig II. von Bayern: Erlebtes, Erforschtes, Erdichtetes von Zeitgenossen und Nachfahren, Hugendubel, München 1979, ISBN 3-88034-033-1
- München. Stadtgeschichte in Jahresporträts, 1967, 2. Auflage als Was war wann in München, 1972, ISBN 3-920530-13-6
- München in alten Ansichtskarten, ISBN 3-8003-1808-3
- München in alten Ansichtskarten, ISBN 3-88189-018-1
- München in alten Photographien, ISBN 3-7844-1769-8
- München in den zwanziger Jahren, ISBN 3-88034-123-0
- München: Der Marienplatz, Neues Rathaus, ISBN 3-7954-4985-5
- München. Liebling der Musen, ISBN 3-552-02323-2
- Von Wahnmoching bis zur Traumstadt. Schwabinger erzählen von Schwabing, München 1969